# Grünburg (Gemeinde Klein Sankt Paul)

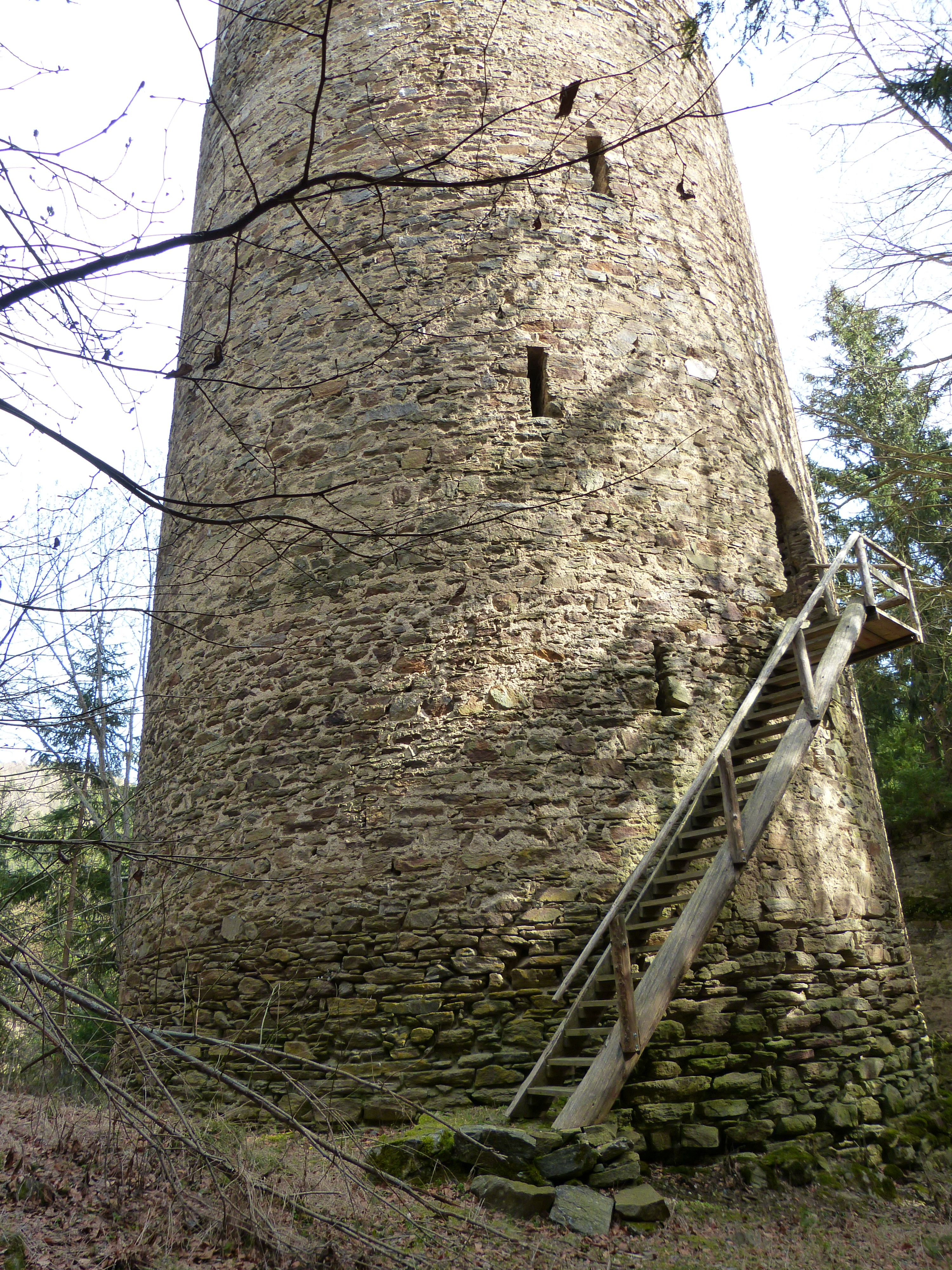
Vorwerkturm der Burg Grünburg

Grünburg ist eine Ortschaft in der Gemeinde Klein St. Paul im Bezirk Sankt Veit an der Glan in Kärnten (Österreich). Die Ortschaft hat 8 Einwohner (Stand 1. Jänner 2024). Sie liegt auf dem Gebiet der Katastralgemeinde Grünburg.

## Lage
Die Ortschaft liegt südöstlich von Wieting abgelegen an den Westhängen der Saualpe. Erreichbar ist sie von Kitschdorf aus über eine unbefestigte Straße entlang des Grünburger Bachs. Im Ort werden folgende Hofnamen geführt: Thurnschneider (Nr. 1), Gut Grünburg bzw. Marhof (Nr. 2), Jäger bzw. Jagerhansl (Nr. 3), Bartakeusche (Nr. 4), Flader (Nr. 7) und die Silbereggerhütte.

## Geschichte
Die vermutlich schon ab Ende des 11. Jahrhunderts errichtete ausgedehnte Burg Grünburg, die in einer Höhe von gut 1000 m ü. A. liegt, wurde im 17. Jahrhundert ebenso wie der Bergbau in dieser Gegend aufgegeben. Davor war sie zuletzt mit der Herrschaft Silberegg verbunden. Diese historische Verbindung hatte zur Folge, dass die Ortschaft Grünburg in der ersten Hälfte des 19. Jahrhunderts zum Steuerbezirk Silberegg gehörte. Bei Gründung der Ortsgemeinden im Zuge der Reformen nach der Revolution 1848/49 kam Grünburg an die Gemeinde Klein Sankt Paul.

## Bevölkerungsentwicklung
Für die Ortschaft ermittelte man folgende Einwohnerzahlen; die Zahlen sind nur bedingt vergleichbar, da einzelne früher zu Grünburg gezählte Häuser heute zu anderen Ortschaften gezählt werden:
- 1869: 14 Häuser, 108 Einwohner[2]
- 1880: 12 Häuser, 88 Einwohner[3]
- 1890: 12 Häuser, 81 Einwohner[4]
- 1900: 14 Häuser, 70 Einwohner (davon Ortschaftsbestandteil Prailing: 1 Haus, 21 Einwohner; Ortschaftsbestandteil Lavin: 1 Haus, 3 Einwohner)[5]
- 1910: 13 Häuser, 53 Einwohner (davon Ortschaftsbestandteil Prailing: 1 Haus, 13 Einwohner; Ortschaftsbestandteil Lavin: 1 Haus, 0 Einwohner)[6]
- 1923: 10 Häuser, 60 Einwohner (davon Ortschaftsbestandteil Prailing: 1 Haus, 13 Einwohner)[7]
- 1934: 63 Einwohner[8]
- 1951: 49 Einwohner[9]
- 1961: 11 Häuser, 36 Einwohner (davon Almhütten Silbereggerhütte und Roberthütte: 2 Häuser, 0 Einwohner)[10]
- 1971: 14 Einwohner[9]
- 1981: 3 Einwohner[9]
- 1991: 5 Einwohner[9]
- 2001: 6 Gebäude (davon 1 mit Hauptwohnsitz) mit 2 Wohnungen; 5 Einwohner und 0 Nebenwohnsitzfälle; 2 Haushalte; 1 Arbeitsstätte, 1 land- und forstwirtschaftlicher Betrieb[11]
- 2011: 2 Gebäude, 4 Einwohner, 1 Haushalt, 1 Arbeitsstätte[12]
- 2021: 4 Gebäude, 8 Einwohner, 3 Haushalte, 1 Arbeitsstätte[13]

## Ortschaftsbestandteile
Ursprünglich umfasste die Ortschaft Grünburg alle auf dem Gebiet der gleichnamigen Katastralgemeinde befindlichen Häuser. Dabei wurde der Hof Prailinger (heute Prailing Nr. 20) als Ortschaftsbestandteil Prailing geführt. Heute wird dieser Hof als Teil der Ortschaft Prailing betrachtet. Außerdem wurde zu Beginn des 20. Jahrhunderts der Hof Lavin als eigener Ortschaftsbestandteil ausgewiesen.